# Corylopsis platypetala
Espèce
Classification APG III (2009)
Corylopsis platypetala est un petit arbuste de la famille des Hamamelidacées originaire de chine.

## Description
Il s'agit d'un arbuste caduc ne dépassant pas 3 m de haut dans sa plus grande taille (il reste généralement plus petit).
Les inflorescences de 2 à 2,5 cm de long portent de 8 à 20 fleurs, à pétales blancs à jaune-pâle et à très léger parfum. Les cinq étamines (caractéristiques du genre)sont plus courtes que les pétales. Les fleurs apparaissent avant les feuilles de mars à mai en France.
La variété botanique Corylopsis platypetala var. levis Rehder & E.H.Wilson est identifiée à Corylopsis sinensis var. calvescens Rehder & E.H.Wilson par l'index GRIN.
Des variétés horticoles ont aussi été obtenues.

## Distribution
Cette espèce originaire de Chine est maintenant répandue dans toutes les régions tempérées.

## Utilisation
Cette plante est appréciée en arbuste d'ornement pour sa floraison en fin d'hivers, son léger parfum et son faible développement. Sa culture reste simple, avec comme principale exigence un sol acide, assez riche, mais sans contrainte sur l'ensoleillement et une bonne résistance au froid.

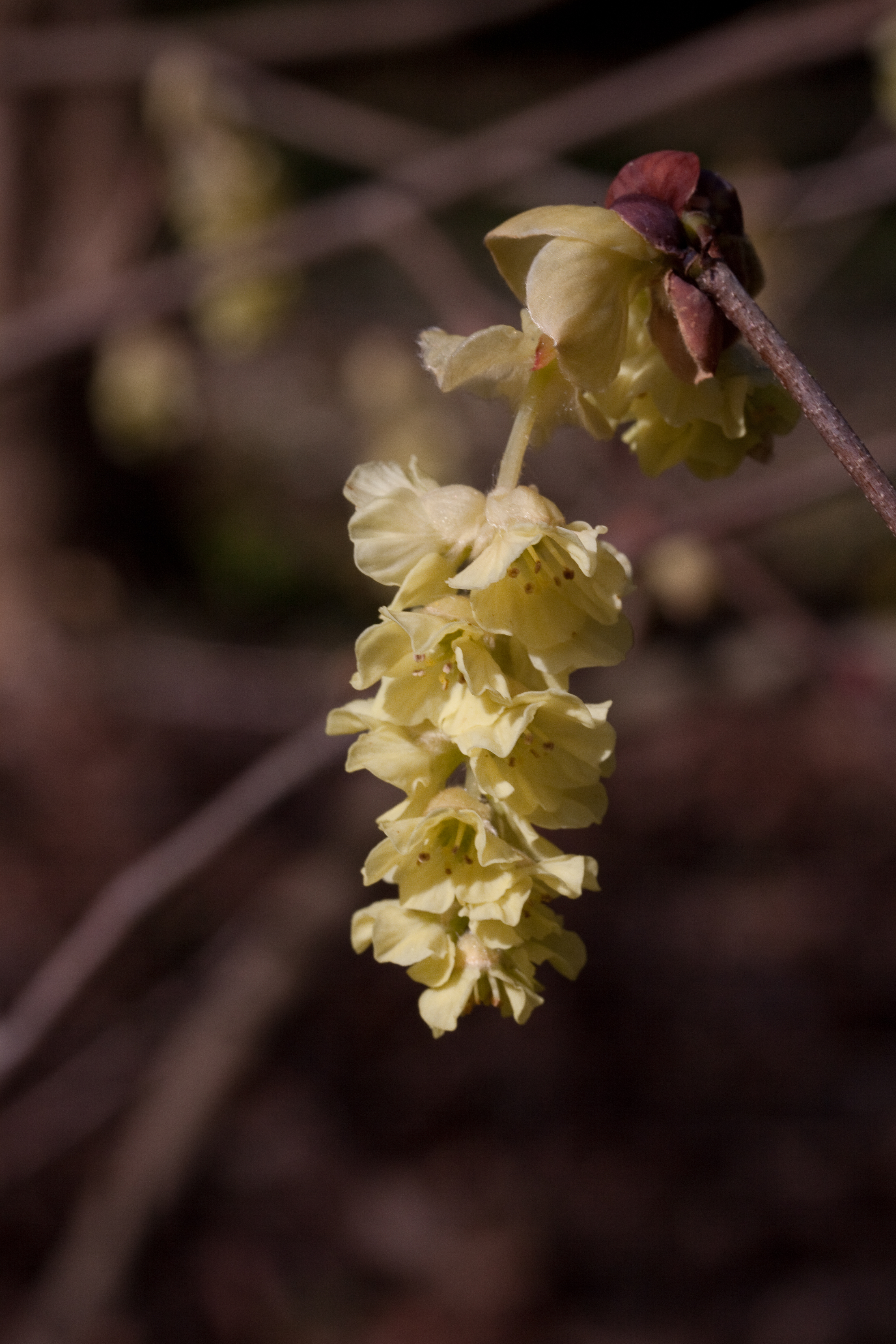
Fleurs
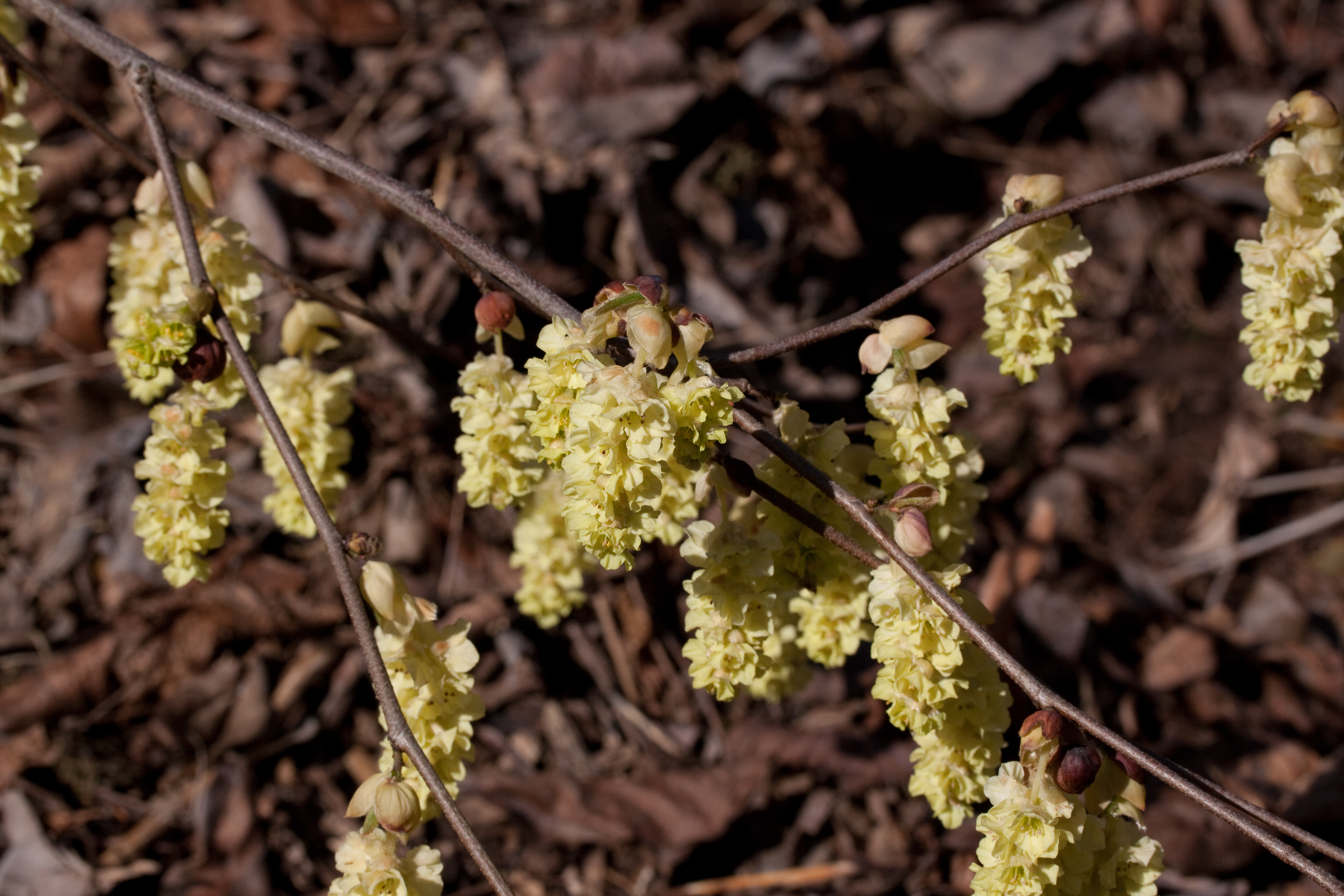
Floraison
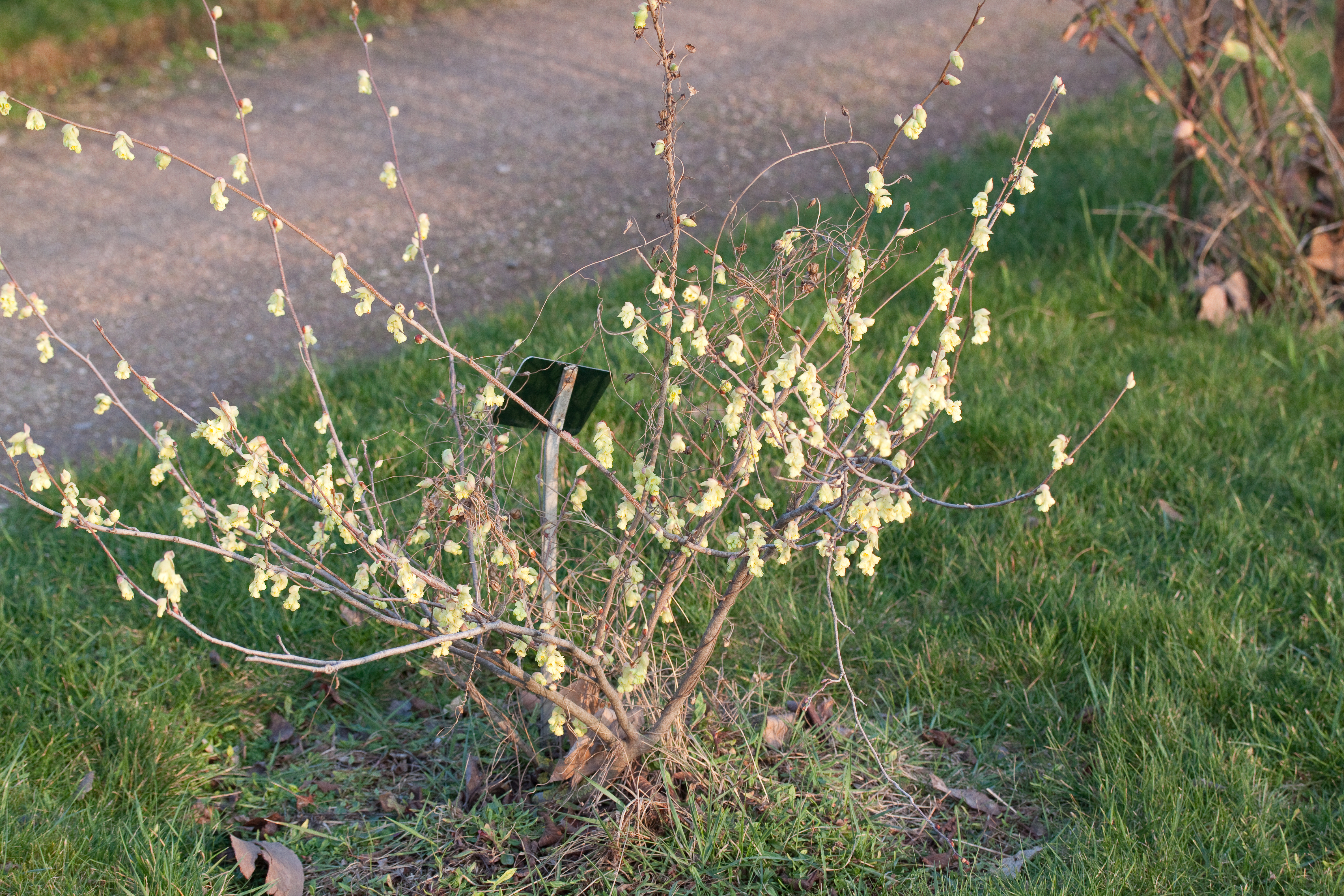
Floraison
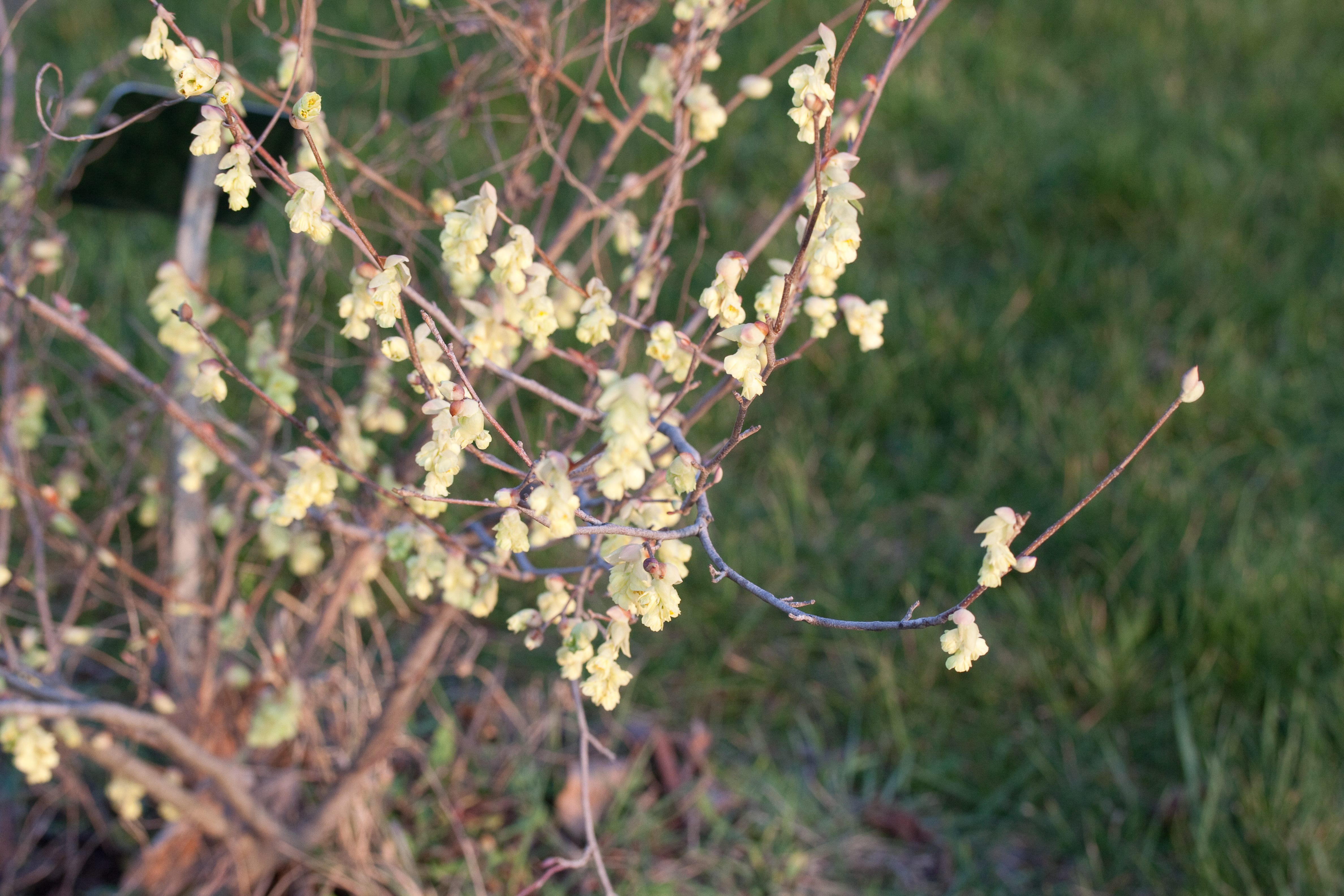
Floraison